# Ярмолюк, Егор Романович
Его́р Рома́нович Ярмолю́к (укр. Єгор Романович Ярмолюк; род. 1 марта 2004, Верхнеднепровск, Украина) — украинский футболист, полузащитник клуба «Брентфорд» и сборной Украины.

## Клубная карьера

### Ранние годы
Выступал за молодёжные команды клубов Днепропетровской области — «Сталь (Каменское)», «Днепр» и «Днепр-1». В мае 2019 года подписал свой первый профессиональный контракт с клубом «Днепр-1».
19 июня 2020 года дебютировал в основном составе «Днепра-1» в матче украинской Премьер-лиги против «Ворсклы». Он стал самым молодым полевым игроком в истории высшего дивизиона чемпионата Украины и вторым в списке самых юных дебютантов чемпионата Украины после вратаря «Днепра» Сергея Перхуна, выйдя на поле в возрасте 16 лет и 140 дней.

### «Брентфорд»
15 июля 2022 года Ярмолюк перешёл в английский «Брентфорд», подписав контракт на три года, с возможностью продления ещё на год. Первое время работал со второй командой «Брентфорда». 8 ноября 2022 года официально дебютировал в первой команде в матче 1/16 финала Кубка английской лиги против «Гиллингема», таким образом став самым молодым украинским футболистом, дебютировавшим в основном составе клуба АПЛ. На момент выхода на поле Ярмолюку было полных 18 лет. Ярмолюк провел 16 матчей за команду «В» и забил три гола, прежде чем пропустил большую часть второй половины сезона 2022/23 из-за травмы.
В июне 2023 года он был переведен в основной состав команды и подписал новый пятилетний контракт с возможностью продления ещё на год. 21 октября 2023 года в матче с «Бернли» дебютировал в английской Премьер-лиге. 28 ноября 2023 года в матче с «Арсеналом», Ярмолюк впервые появился на поле в стартовом составе, став самым молодым игроком «Брентфорда», сыгравшим в старте в элитном дивизионе Англии с марта 1947 года.
В сезоне 2024/25 футболист провёл за клуб 35 матчей, 19 из них — в стартовом составе. В мае 2025 года подписал новый шестилетний контракт с возможностью продления еще на год.

## Карьера в сборной
Ярмолюк выступал за различные юношеские и молодёжные сборные Украины. В составе молодёжной сборной (до 19 лет) в 6 матчах квалификации чемпионата Европы 2022 забил 4 мяча, став лучшим бомбардиром команды.
В составе молодёжной сборной Украины (до 21 года) принял участие в Чемпионате Европы по футболу среди молодёжных команд 2025.
20 марта 2025 года дебютировал за национальную сборную Украины в матче против Бельгии (3:1) в Лиге наций.

## Достижения

### Командные
Сборная Украины
- Победитель турнира в Тулоне: 2024

### Личные
- Обладатель премии «Золотой талант Украины» (2): 2023 (U19)[12], 2024 (U21)[13]